# レクスィコン・ウーニウェルサーレ

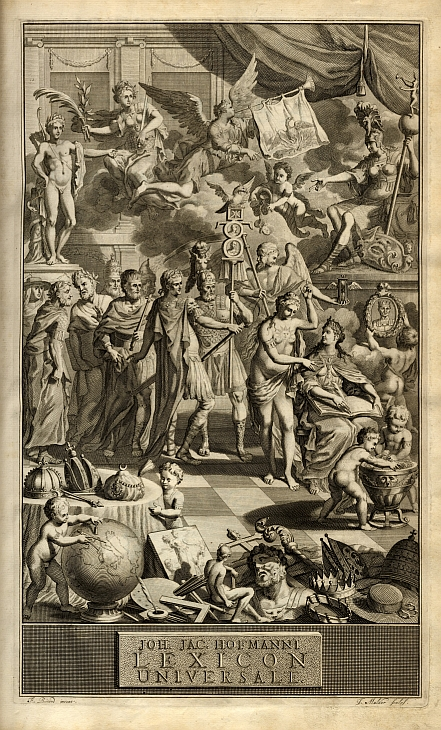

レクスィコン・ウーニウェルサーレ（Lexicon Universale）はスイスのバーゼルのヨハン・ヤコブ・ホフマン（1635年 - 1706年）が出版したラテン語の百科事典である。全4巻。各巻は約1,000ページ。